# Wereldkampioenschap voetbal 2006 (Groep F) Australië - Japan
Deze pagina is een subpagina van het artikel Wereldkampioenschap voetbal 2006. Hierin wordt de wedstrijd in de groepsfase in groep F tussen Australië en Japan gespeeld op 12 juni 2006 nader uitgelicht.

## Nieuws voorafgaand aan de wedstrijd
- 4 juni - De laatste oefenwedstrijd van Japan eindigt in een matige 1-0 zege op Malta. Het enige doelpunt van de wedstrijd viel al in de tweede minuut, toen Keiji Tamada wist te scoren.
- 7 juni - Na een 1-0-achterstand tegen Liechtenstein door een eigen doelpunt van Lucas Neill wint Australië haar laatste oefenduel met 3-1 na doelpunten van Mile Sterjovski, Joshua Kennedy en John Aloisi.

## Voorbeschouwing
- Australië staat onder leiding van Hiddink, die voor de derde keer als bondscoach actief is op een WK. Eerder leidde hij Nederland (1998) en Zuid-Korea (2002) naar de halve finales.
- De spanning is voor de wedstrijd al op scherp gezet door de Japanse bondsvoorzitter, die Australië beschuldigde van hard spel. Hiddinks reactie: "Dat soort mensen kunnen beter hun mond houden."

## Wedstrijdgegevens
| Datum                | 12 juni 2006                         | 12 juni 2006                         |
| Stadion              | Fritz Walter Stadion, Kaiserslautern | Fritz Walter Stadion, Kaiserslautern |
| Toeschouwers         | 46.000                               | 46.000                               |
| Scheidsrechter       | Esam Abd El Fatah                    | Esam Abd El Fatah                    |
| Assistenten          | Dramane Dante Mamadou Ndoye          | Dramane Dante Mamadou Ndoye          |
| Vierde man           | Eric Poulat                          | Eric Poulat                          |
| Man van de wedstrijd | Tim Cahill                           | Tim Cahill                           |
|                      | Australië                            | Japan                                |
| Doelpunten           | 3                                    | 1                                    |
| Gele kaarten         | 4                                    | 3                                    |
| Rode kaarten         | 0                                    | 0                                    |
| Wissels              | 3                                    | 3                                    |
| Schoten op doel      | 12                                   | 2                                    |
| Schoten naast doel   | 20                                   | 6                                    |
| Overtredingen        | 22                                   | 11                                   |
| Hoekschoppen         | 5                                    | 3                                    |
| Buitenspel           | 5                                    | 3                                    |
| Strafschoppen        | 0                                    | 0                                    |
| Balbezit (tijd)      | 36'00"                               | 33'00"                               |
| Balbezit (%)         | 52%                                  | 48%                                  |

| Australië | 3 – 1           | Japan |
| Tim Cahill 84' Tim Cahill 89' John Aloisi 90+2' | goals (assists) | 26' Shunsuke Nakamura |
| Guus Hiddink | bondscoach      | Zico |
| Mark Schwarzer Lucas Neill Marco Bresciano 53' Jason Čulina Brett Emerton Mark Viduka Harry Kewell Vince Grella Scott Chipperfield Luke Wilkshire 75' Craig Moore 61' | opstellingen    | Yoshikatsu Kawaguchi Yuichi Komano Tsuneyasu Miyamoto Hidetoshi Nakata Naohiro Takahara Shunsuke Nakamura Alessandro Santos Takashi Fukunishi 56' Keisuke Tsuboi 79' Atsushi Yanagisawa Yuji Nakazawa |
| Tim Cahill 53' Joshua Kennedy 61' John Aloisi 75' | wissels         | 56' 90+1' Teruyuki Moniwa 79' Shinji Ono 90+1' Masashi Oguro |
| Vince Grella 33' Craig Moore 58' Tim Cahill 69' John Aloisi 78' | gele kaarten    | 31' Tsuneyasu Miyamoto 40' Naohiro Takahara 68' Teruyuki Moniwa |
| | rode kaarten    | |

## Wedstrijdverslag
Al in de 26e minuut scoort de Japanner Shunsuke Nakamura de 0-1 een betwist doelpunt. De Australische keeper zou gehinderd zijn door een Japanse speler, maar het doelpunt wordt toch toegekend. Japan bleef gedurende de hele wedstrijd aan de leiding, maar toch was de Japanse doelman zwaar belaagd door de Australische aanval. Ook in de tweede helft bleef de gelijkmaker uit tot in de 84e minuut toen vele Australiërs het reeds hadden opgegeven scoorde Tim Cahill de gelijkmaker. Het allereerste doelpunt voor Australië op een Wereldkampioenschap, en het was nog niet gedaan: in de 89e minuut zorgde Cahill voor een tweede doelpunt voor Australië. John Aloisi rondde de overwinning af in de 92e minuut door er in extremis nog 3-1 van te maken. De allereerste overwinning van Australië op een WK was een feit.

## Overzicht van wedstrijden
| Groepswedstrijden | | | |
| Groep A | Groep B | Groep C | Groep D |
| Duitsland - Costa Rica Polen - Ecuador Duitsland - Polen Ecuador - Costa Rica Ecuador - Duitsland Costa Rica - Polen             | Engeland - Paraguay Trinidad en Tobago - Zweden Engeland - Trinidad en Tobago Zweden - Paraguay Zweden - Engeland Paraguay - Trinidad en Tobago | Argentinië - Ivoorkust Servië en Montenegro - Nederland Argentinië - Servië en Montenegro Nederland - Ivoorkust Nederland - Argentinië Ivoorkust - Servië en Montenegro | Mexico - Iran Angola - Portugal Mexico - Angola Portugal - Iran Portugal - Mexico Iran - Angola                               |
| Groep E | Groep F | Groep G | Groep H |
| Italië - Ghana Verenigde Staten - Tsjechië Italië - Verenigde Staten Tsjechië - Ghana Tsjechië - Italië Ghana - Verenigde Staten | Australië - Japan Brazilië - Kroatië Brazilië - Australië Japan - Kroatië Japan - Brazilië Kroatië - Australië                                  | Frankrijk - Zwitserland Zuid-Korea - Togo Frankrijk - Zuid-Korea Togo - Zwitserland Togo - Frankrijk Zwitserland - Zuid-Korea                                           | Spanje - Oekraïne Tunesië - Saoedi-Arabië Spanje - Tunesië Saoedi-Arabië - Oekraïne Saoedi-Arabië - Spanje Oekraïne - Tunesië |
| Achtste finales | | | |
| Duitsland - Zweden Argentinië - Mexico                                                                                           | Italië - Australië Zwitserland - Oekraïne | Engeland - Ecuador Portugal - Nederland | Brazilië - Ghana Spanje - Frankrijk                                                                                           |
| Kwartfinales | | | |
| Duitsland - Argentinië | Italië - Oekraïne | Engeland - Portugal | Brazilië - Frankrijk |
| Halve finales | | | |
| Duitsland - Italië | Duitsland - Italië | Portugal - Frankrijk | Portugal - Frankrijk |
| Troostfinale | | | |
| Duitsland - Portugal | | | |
| Finale | | | |
| Italië - Frankrijk | | | |